# Srđan Pavlov
Srđan Pavlov (in serbo Cpђaн Пaвлoв?; Kostolac, 28 gennaio 1984) è un calciatore serbo, attaccante svincolato.

## Carriera

### Club
Segna il primo gol con il Leoben il 25 luglio 2008 nella vittoria fuori casa per 1-2 contro l'Austria Vienna II, dove apre le marcature al 20'. Gioca l'ultima partita con il Leoben l'11 novembre 2008 nella vittoria casalinga per 2-0 contro il Grödig, dove mette a segno il gol del definitivo 2-0.
Debutta con il Kapfenberger il 21 febbraio 2009 nella sfida vinta in casa per 2-1 contro l'Austria Kärnten. Segna il primo gol con i nuovi compagni nella giornata successiva, il 28 febbraio, nella vittoria fuori casa per 1-3 contro lo Sturm Graz, partita in cui è il primo marcatore al 45'. Segna l'ultimo gol con il Kapfenberger il 19 aprile 2011 nella vittoria fuori casa per 0-2 contro il First Vienna in coppa, dove è ancora lui il primo marcatore. Gioca l'ultima partita con il Kapfenberger il 17 dicembre 2011 nella sconfitta fuori casa per 0-1 contro il Wacker Innsbruck.
Debutta con lo Sturm Graz l'11 febbraio 2012 nella partita vinta in casa per 1-0 contro il Mattersburg. Gioca l'ultima partita con lo Sturm Graz il 14 aprile 2012 nel pareggio interno per 2-2 contro il Red Bull Salisburgo.
Debutta con il Blau-Weiß Linz il 3 agosto 2012 nella partita persa in casa per 0-1 contro il Lustenau, in cui subentra al 46' a Svetozar Nikolov. Segna il primo gol con i nuovi compagni il 6 agosto 2012 nel pareggio fuori casa per 2-2 contro la sua ex squadra, il Kapfenberger, in cui mette a segno il momentaneo 1-1 per poi uscire all'81 al posto di Harun Sulimani.